# Centro Espacial de Tsukuba

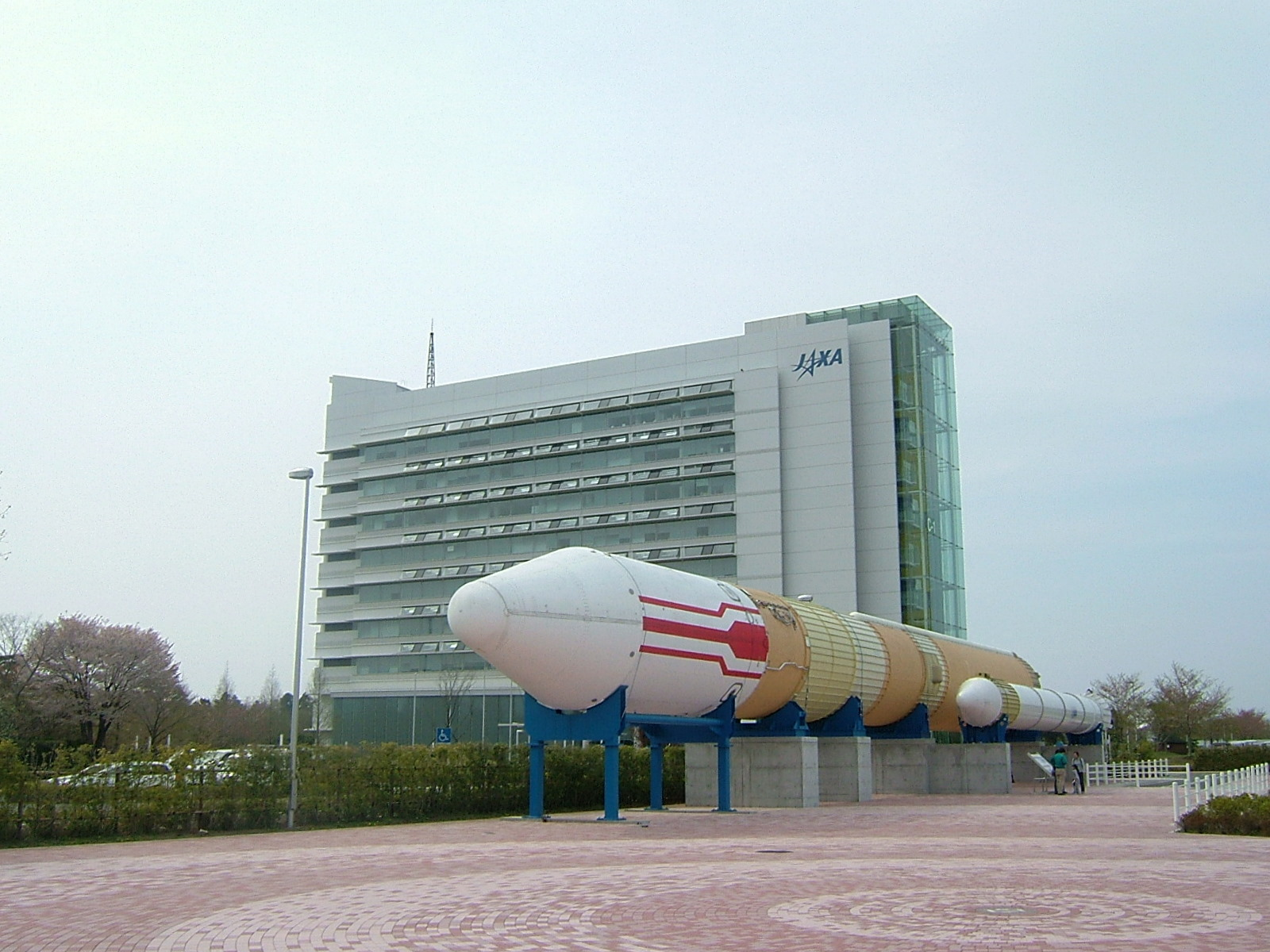
Foguete H-II no TKSC.

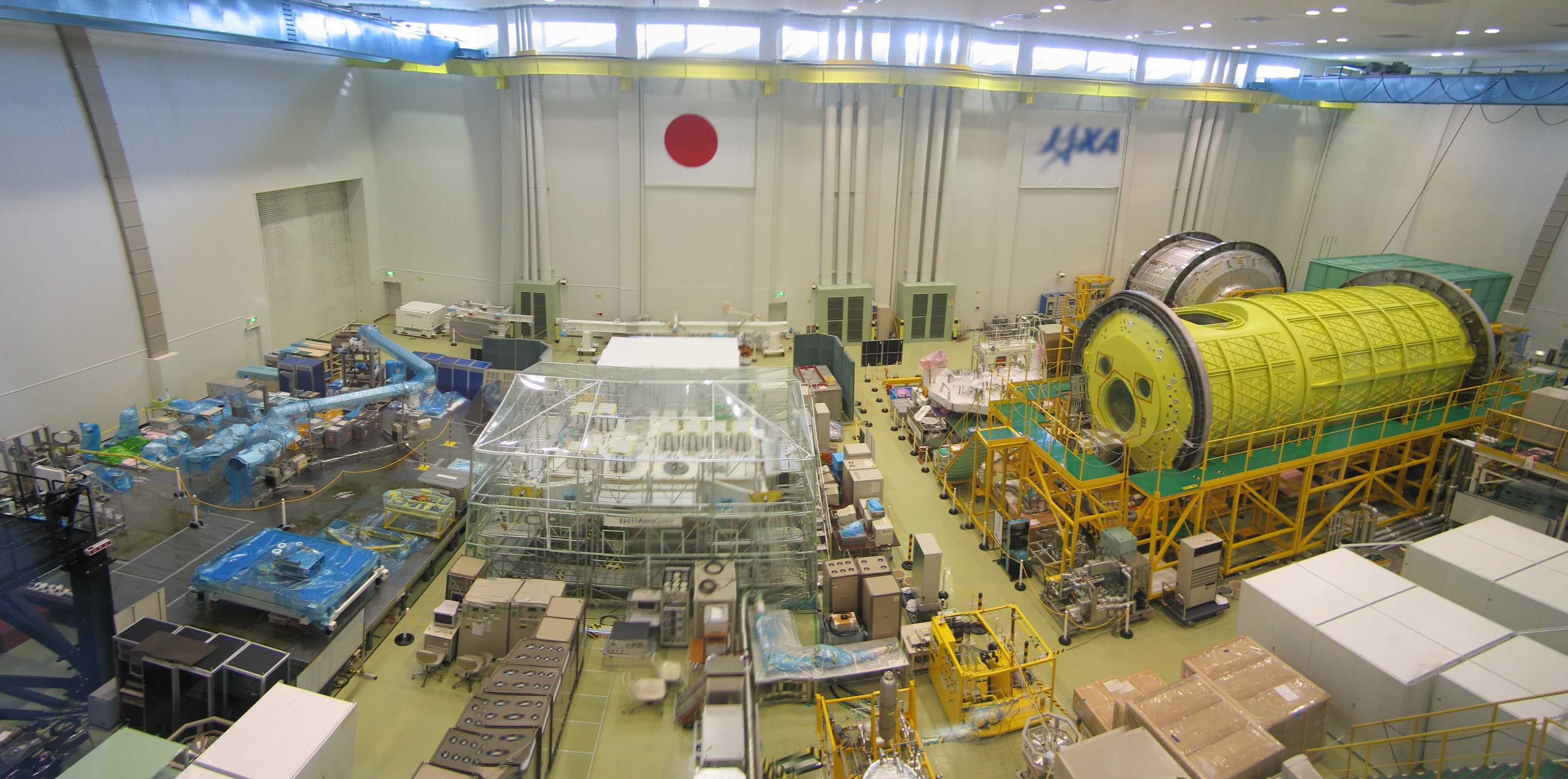
Módulo de Experiências Japonês da Estação Espacial Internacional.

O Centro Espacial de Tsukuba (TKSC) é o centro de operações e sede da Agência Japonesa de Exploração Aeroespacial (JAXA), localizado na Cidade Científica de Tsukuba na prefeitura de Ibaraki. A unidade foi inaugurada em 1972 e serve como o principal local para as operações espaciais do Japão e programas de pesquisa. Os astronautas japoneses envolvidos na Estação Espacial Internacional são treinados em parte nesse local, além da formação que recebem no Centro Espacial Lyndon Johnson, em Houston, Texas.
O TKSC oferece passeios na instalação, bem como um salão de exposições que possui modelos do Veículo de Transferência H-II e um modelo em tamanho real do módulo Kibo da Estação Espacial Internacional.